# Charli
Charli é o terceiro álbum de estúdio da cantora inglesa Charli XCX. Foi lançado pela Asylum e Atlantic Records UK em 13 de setembro de 2019. O álbum teve quatro singles lançados, "1999" com o cantor australiano Troye Sivan, "Blame It on Your Love" com a cantora e rapper estadunidense Lizzo, "Gone" com a cantora francesa Christine and the Queens e White Mercedes. O álbum ainda teve quatro singles promocionais, "Cross You Out" com a cantora estadunidense Sky Ferreira, "Warm" com a banda estadunidense Haim, "February 2017" com a cantora estadunidense Clairo e a cantora estadunidense-coreana Yaeji e "2099", também com o cantor Troye Sivan.

## Antecedentes
Charli XCX revelou em junho de 2019 que seu álbum contaria com 15 faixas e 14 colaborações. Ela também estreou "Gone" com Christine and the Queens no Primavera Sound em Barcelona em 30 de maio e "2099" com Troye Sivan no Go West Fest em Los Angeles em 6 de junho. Em 13 de junho, a Atlantic Records publicou a capa do álbum em seu site oficial, com o arquivo intitulado "Charli-Album-Artwork", e a capa também exibindo o título. A lista de faixas, título e data de lançamento foram listados na Amazon.co.uk e Apple Music, antes do anúncio oficial de Charli XCX.

## Singles
O single principal do álbum é uma colaboração com o cantor australiano Troye Sivan, intitulado "1999". Foi lançado em 8 de outubro de 2018 e seu videoclipe foi lançado em 11 de outubro de 2018. O segundo single do álbum é a versão original de "Track 10", uma música da mixtape Pop 2 (2017) de Charli XCX, intitulada "Blame It on Your Love", apresenta a cantora e rapper americana Lizzo, e foi lançado em 15 de maio de 2019. O terceiro single do álbum, "Gone", é uma colaboração com a cantora e compositora francesa Christine and the Queens. Foi lançado em 17 de julho de 2019 ao lado do videoclipe da faixa.

## Lista de faixas
| N.º            | Título                                                               | Produtor(es)                     | Duração |  |
| 1.             | "Next Level Charli"                                                  |                                  | 2:37    |  |
| 2.             | "Gone" (com Christine and the Queens)                                | A. G. Cook Lotus IV Ö Baseck [b] | 4:05    |  |
| 3.             | "Cross You Out" (com Sky Ferreira)                                   | Cook Lotus IV                    | 3:28    |  |
| 4.             | "1999" (com Troye Sivan)                                             | Holter Peter Karlsson            | 3:09    |  |
| 5.             | "Click" (com Kim Petras e Tommy Cash)                                | Umru Dylan Brady Ö Cook [ 15 ]   | 3:53    |  |
| 6.             | "Warm" (com Haim)                                                    | Cook                             | 3:45    |  |
| 7.             | "Thoughts"                                                           | Cook                             | 3:11    |  |
| 8.             | "Blame It on Your Love" (com Lizzo)                                  | StarGate Cook [b] EasyFun [b]    | 3:11    |  |
| 9.             | "White Mercedes"                                                     | Lotus IV                         | 3:23    |  |
| 10.            | "Silver Cross"                                                       |                                  | 3:28    |  |
| 11.            | "I Don't Wanna Know"                                                 |                                  | 3:05    |  |
| 12.            | "Official"                                                           |                                  | 3:04    |  |
| 13.            | "Shake It" (com Big Freedia, CupcakKe, Brooke Candy e Pabllo Vittar) |                                  | 4:35    |  |
| 14.            | "February 2017" (com Clairo e Yaeji)                                 | Cook Planet 1999                 | 2:33    |  |
| 15.            | "2099" (com Troye Sivan)                                             | Cook Ö [ 16 ]                    | 3:25    |  |
| Duração total: | Duração total:                                                       | Duração total:                   | 50:53   |  |

Faixas bônus da edição japonesa
| N.º            | Título                                                         | Produtor(a)                   | Duração |  |
| 16.            | "Gone" (Clarence Clarity Remix) (com Christine and the Queens) | Cook Lotus IV Ö Baseck [b]    | 3:51    |  |
| 17.            | "Blame It on Your Love" (Kat Krazy Remix) (com Lizzo)          | StarGate Cook [b] EasyFun [b] | 2:30    |  |
| 18.            | "1999" (Alphalove Remix) (com Troye Sivan)                     | Holter Karlsson               | 3:55    |  |
| Duração total: | Duração total:                                                 | Duração total:                | 61:09   |  |

Notas
- ↑[a]  significa um co-produto
- ↑[b]  significa um produtor adicional